# Microrégion de Sete Lagoas
 (février 2025).
Si vous disposez d'ouvrages ou d'articles de référence ou si vous connaissez des sites web de qualité traitant du thème abordé ici, merci de compléter l'article en donnant les références utiles à sa vérifiabilité et en les liant à la section « Notes et références ».
La microrégion de Sete Lagoas est l'une des huit microrégions qui subdivisent la mésorégion métropolitaine de Belo Horizonte, dans l'État du Minas Gerais au Brésil.
Elle comporte 20 municipalités qui regroupaient 391 965 habitants en 2006 pour une superficie totale de 8 535 km2.

## Municipalités[1]
- Araçaí
- Baldim
- Cachoeira da Prata
- Caetanópolis
- Capim Branco
- Cordisburgo
- Fortuna de Minas
- Funilândia
- Inhaúma
- Jaboticatubas
- Jequitibá
- Maravilhas
- Matozinhos
- Papagaios
- Paraopeba
- Pequi
- Prudente de Morais
- Santana de Pirapama
- Santana do Riacho
- Sete Lagoas